# Абель, Христиан Фердинанд
Христиан Фердинанд Абель (нем. Christian Ferdinand Abel; июль или август 1682, Ганновер — похоронен 3 апреля 1761, Кётен) — немецкий музыкант, исполнитель на скрипке и виоле да гамба. Сын композитора и органиста Кламора Генриха Абеля, отец Карла Фридриха Абеля и Леопольда Августа Абеля.

## Биография
Отец Абеля был знаком с Иоганном Себастьяном Бахом, под руководством которого юный Христиан Фердинанд получил  своё музыкальное образование в лейпцигской школе Святого Фомы.  В 1748 году по протекции Баха, Абель, которому на тот момент исполнилось уже 24 года, поступил в дрезденский придворный оркестр под руководством Иоганна Адольфа Хассе, и проработал в нём 10 лет. 
В кётенский период Иоганна Себастьяна Баха, Абель был одним из ведущих музыкантов придворного оркестра. Предполагается, что три сонаты Баха для виолы да гамба и клавесина, созданные в Кётене, были написаны для Абеля.
В 1759 году Абель переезжает  в Англию, и становится придворным композитором жены Георга III королевы Шарлотты. По её приглашению  в 1762 году в Лондон приезжает  Иоганн Христиан Бах – младший, одиннадцатый из тринадцати детей Иоганна Себастьяна Баха во втором браке. Вместе с Абелем они играют при дворе и много работают. В 1764 году Абель и Бах-младший учреждают совместный концертный проект, который становится  первым в Англии циклом платных концертов по подписке.  В 1763 году Абель  совместно с графом Сен-Жерменом написали музыкальную комедию «The Summer's Tale» («Летняя сказка»).
Как музыкант-виртуоз - Абель был широко известен в Европе. Немецкий писательи мыслитель Иоганн Вольфганг Гёте называл  его последним великим гамбистом.
Как композитор Абеля оставил после себя довольно обширное наследие. Наибольшую известность получила одна из его симфоний, которая была найдена в бумагах Вольфганга Амадея Моцарта. Абелю также принадлежит множество симфоний, сонат, концертов и увертюр.  Он охотно участвовал в сочинении шуточных опер-пастишей, являвшихся обычно плодом коллективного творчества. Например, музыка Абеля, наряду с музыкой Иоганна Христиана Баха, есть в трёхактной опере «Том Джонс» по повести Генри Филдинга, поставленной в Лондоне в 1769 году
.
Абель также был первым, кто исполнил шесть сонат для виолончели без аккомпанемента.
Только в 1905 году, в Мюнхене, выступая в «Обществе старинной музыки» Дёберайнер исполнил сонату Карла Фридриха Абеля, тем самым возродив исполнительство на подлинной виоле да гамба.